# Tour of Ireland
Tour of Ireland – wieloetapowy wyścig kolarski rozgrywany w Irlandii w latach 1953–1992 oraz 2007–2009. W ostatnich latach impreza zaliczała się do cyklu UCI Europe Tour i posiadała kategorię 2.1. Od 1985 roku pod nazwą "Nissan Classic".

## Lista zwycięzców
| Rok                      | Pierwsze          | Drugie               | Trzecie          |
| ------------------------ | ----------------- | -------------------- | ---------------- |
| 1953                     | Brian Haskell     | John Perks           | Andrew Walker    |
| 1954                     | Bernard Pusey     | Seamus Elliott       | Tony Hoar        |
| 1955                     | Brian Haskell     | John Lackey          | Jim Grieves      |
| 1956                     | James Rae         | Bill Hodgson         | William Best     |
| 1965                     | Brian Jolly       |                      |                  |
| 1966                     | Roy Hempsall      |                      |                  |
| 1967                     | Nigel Dean        | Reggie Kearns        |                  |
| 1968                     | Peter Doyle       | Doug Dailey          | Dave Kane        |
| 1969                     | Morris Foster     | Joe Smyth            | Stanisław Gazda  |
| 1970                     | Paul Elliott      | Bob Crayford         | Noel Gallagher   |
| 1971                     | Doug Dailey       | Peter Doyle          | Bruce Biddle     |
| 1972                     | Liam Horner       | Dave Beattie         | Joël Mattens     |
| 1973                     | Doug Dailey       | John Clewarth        | John Howard      |
| 1974                     | Tony Lally        | Hans Wüthrich        | Jacob Langen     |
| 1975                     | Pat McQuaid       | Arthur Cunningham    | Alan McCormack   |
| 1976                     | Pat McQuaid       | Sergio Gerosa        | Ernst Nyffeler   |
| 1977                     | Ángel Arroyo      | Billy Kerr           | Svend Baltzer    |
| 1978                     | John Shortt       | Billy Kerr           |                  |
| 1979                     | Ron Hayman        | Phil Anderson        | Stephen Roche    |
| 1980                     | Arthur Cunningham | Norman Campbell      | Tommy Mannion    |
| 1981                     | Dave Grindley     | Billy Kerr           |                  |
| 1982                     | Billy Kerr        | Dave Gardiner        | Gary Thomson     |
| 1984                     | Bob Downs         | Hans-Henrik Ørsted   | Gary Thomson     |
| 1985                     | Sean Kelly        | Adrie van der Poel   | Teun van Vliet   |
| 1986                     | Sean Kelly        | Steve Bauer          | Kim Andersen     |
| 1987                     | Sean Kelly        | Stephen Roche        | Heinz Imboden    |
| 1988                     | Rolf Gölz         | Malcolm Elliott      | Sean Kelly       |
| 1989                     | Eric Vanderaerden | Charly Mottet        | Thomas Wegmüller |
| 1990                     | Erik Breukink     | Johan Museeuw        | Sean Yates       |
| 1991                     | Sean Kelly        | Sean Yates           | Johan Museeuw    |
| 1992                     | Phil Anderson     | Raúl Alcalá          | Andrei Tchmil    |
| 1993-2006 nie rozgrywano |                   |                      |                  |
| 2007                     | Stijn Vandenbergh | Marcus Ljungqvist    | Aaron Olsen      |
| 2008                     | Marco Pinotti     | Russell Downing      | Julian Dean      |
| 2009                     | Russell Downing   | Lars Petter Nordhaug | Matti Breschel   |